# World Surf League 2021
Die World Surf League 2021 begann mit dem Event in der Honolua Bay in Kapalua (Hawaii) am 4. Dezember 2020 und endete am 17. September 2021 mit den Rip Curl WSL Finals in San Clemente (USA).

## Wertungen
| Rang | Name              | Land               | Punkte |
| ---- | ----------------- | ------------------ | ------ |
| 01   | Gabriel Medina    | Brasilien          | 43.400 |
| 02   | Filipe Toledo     | Brasilien          | 30.735 |
| 03   | Italo Ferreira    | Brasilien          | 31.660 |
| 04   | Conner Coffin     | Vereinigte Staaten | 25.355 |
| 05   | Morgan Cibilic    | Hawaii             | 25.270 |
| 06   | Griffin Colapinto | Vereinigte Staaten | 22.905 |
| 07   | Jordy Smith       | Südafrika          | 22.505 |
| 08   | Kanoa Igarashi    | Japan              | 22.215 |
| 09   | Yago Dora         | Brasilien          | 20.875 |
| 10   | Frederico Morais  | Portugal           | 20.790 |

| Rang | Name                | Land               | Punkte |
| ---- | ------------------- | ------------------ | ------ |
| 01   | Carissa Moore       | Hawaii             | 37.770 |
| 02   | Tatiana Weston-Webb | Brasilien          | 34.715 |
| 03   | Sally Fitzgibbons   | Australien         | 33.000 |
| 04   | Johanne Defay       | Frankreich         | 32.035 |
| 05   | Stephanie Gilmore   | Australien         | 32.035 |
| 06   | Caroline Marks      | Vereinigte Staaten | 26.050 |
| 06   | Tyler Wright        | Australien         | 26.050 |
| 08   | Isabella Nichols    | Australien         | 24.645 |
| 09   | Courtney Conlogue   | Vereinigte Staaten | 22.930 |
| 10   | Malia Manuel        | Hawaii             | 22.510 |

## Podestplatzierungen Männer
| Datum                   | Ort              | 1. Platz           | 2. Platz       | 3. Platz                              |
| ----------------------- | ---------------- | ------------------ | -------------- | ------------------------------------- |
| 08.12.2020 – 20.12.2020 | Pūpūkea          | John John Florence | Gabriel Medina | Italo Ferreira Kelly Slater           |
| 01.04.2021 – 11.04.2021 | Newcastle        | Italo Ferreira     | Gabriel Medina | Morgan Cibilic Filipe Toledo          |
| 16.04.2021 – 26.04.2021 | Narrabeen        | Gabriel Medina     | Conner Coffin  | Griffin Colapinto Frederico Morais    |
| 02.05.2021 – 12.05.2021 | Margaret River   | Filipe Toledo      | Jordy Smith    | Griffin Colapinto Matthew McGillivray |
| 16.05.2021 – 26.05.2021 | Rottnest Island  | Gabriel Medina     | Morgan Cibilic | Italo Ferreira Liam O’Brien           |
| 18.06.2021 – 20.06.2021 | Lemoore          | Filipe Toledo      | Gabriel Medina | Griffin Colapinto Kanoa Igarashi      |
| 10.08.2021 – 19.08.2021 | Barra de la Cruz | Jack Robinson      | Deivid Silva   | Leonardo Fioravanti Mateus Herdy      |
| 09.09.2021 – 17.09.2021 | San Clemente     | Gabriel Medina     | Filipe Toledo  | Italo Ferreira                        |

## Podestplatzierungen Frauen
| Datum                   | Ort              | 1. Platz            | 2. Platz            | 3. Platz                              |
| ----------------------- | ---------------- | ------------------- | ------------------- | ------------------------------------- |
| 04.12.2020 – 20.12.2020 | Kapalua          | Tyler Wright        | Carissa Moore       | Sally Fitzgibbons Tatiana Weston-Webb |
| 01.04.2021 – 11.04.2021 | Newcastle        | Carissa Moore       | Isabella Nichols    | Keely Andrew Caroline Marks           |
| 16.04.2021 – 26.04.2021 | Narrabeen        | Caroline Marks      | Tatiana Weston-Webb | Courtney Conlogue Carissa Moore       |
| 02.05.2021 – 12.05.2021 | Margaret River   | Tatiana Weston-Webb | Stephanie Gilmore   | Bronte Macaulay Carissa Moore         |
| 16.05.2021 – 26.05.2021 | Rottnest Island  | Sally Fitzgibbons   | Johanne Defay       | Carissa Moore Tyler Wright            |
| 18.06.2021 – 20.06.2021 | Lemoore          | Johanne Defay       | Carissa Moore       | Sally Fitzgibbons Tatiana Weston-Webb |
| 10.08.2021 – 19.08.2021 | Barra de la Cruz | Stephanie Gilmore   | Malia Manuel        | Sally Fitzgibbons Carissa Moore       |
| 09.09.2021 – 17.09.2021 | San Clemente     | Carissa Moore       | Tatiana Weston-Webb | Sally Fitzgibbons                     |